# Daniel František Jaret
Daniel František Jaret, latinsky Daniel Franziskus Jaret (1. polovina 17. století – 1676) byl český římskokatolický kněz, kanovník litoměřické kapituly a děkan litoměřické farnosti.

## Život
V letech 1647–1653 byl děkanem litoměřického kostela Všech svatých. Že byl v této funkci je prokazatelné na základě záznamu o jeho podpisech v litoměřické matrice Všech Svatých v době od 4. srpna 1647 do 8. května 1653. Také z roku 1663 existuje zápis o Danielovi Franzi Jaretovi v souvislosti se záležitostí dluhu litoměřického měšťana Václava Libertina.
Byl zřejmě již od roku 1647 kanovníkem kolegiátní kapituly a od roku 1655 kanovníkem katedrální kapituly. Až do své smrti v roce 1676 držel kanonikát královský. Byl kromě kapitulních dignit „jediným špatně zaopatřeným“ kanovníkem litoměřické kapituly. Poměry byly totiž po skončené třicetileté válce neutěšené.
Jako vzdělaný muž přispěl do kapitulní knihovny (do roku 2013) dvěma nalezenými svazky (obsahujícími 3 bibliografické jednotky). Oba svazky získal roku 1650, jak lze vyčíst z jeho vlastnických poznámek na titulních stranách „Danielis Francisci Jaret A[nn]o 1650.“. Jedná se o díla Enchiridion locorum communium adversus Lutherum od Johanna Ecka vyhotovené v Kolíně nad Rýnem roku 1573 u Petra Horsta a Postila a Postila zimní od Johanna Feruse, vytištěné ve známé pražské tiskárně Jiřího Melantricha z Aventina (1511–1580) v letech 1575 a 1574. Tyto bibliografické jednotky jsou zároveň v knihovně kapituly zatím prokazatelně nejdéle uloženými českými díly.